# Eddy De Bie
Eddy De Bie (Heist-op-den-Berg, 7 juli 1961) is een Belgisch voormalig veldrijder en wegwielrenner. Hij was actief van 1978 tot en met 1990.

## Sportcarrière
In 1978 werd hij, achter Daniel Rossel, tweede in de Ronde van Vlaanderen voor Junioren. Een jaar later werd hij zesde op het wereldkampioenschap veldrijden voor junioren in de Spaanse plaats Ordizia. 
In 1981 won De Bie een etappe in de Ronde van Namen. Datzelfde jaar won hij, in het amateurcircuit, wedstrijden in Zaventem, Boortmeerbeek en Berlaar en in maart 1983 won hij een wedstrijd over de grens: Troyes-Dijon.
In 1984 werd De Bie prof bij Dries-Verandalux. Hij reed dat jaar onder meer de Omloop Het Volk en de GP Cerami. Daarnaast werd hij vierde in De Kustpijl. 
In 1985 maakte hij de overstap naar het Spaanse Dormilon. Namens die ploeg werd hij in februari 1985 tweede in de eerste etappe van de Ruta del Sol achter Giuseppe Saronni en won hij eind februari de eerste etappe in Ronde van Murcia, voor Peter Pieters, en werd tweede in de vijfde etappe.
In april 1985 besloot hij echter zijn carrière te onderbreken. "Het plezier was eraf." Vanaf eind 1987 legde De Bie zich weer toe op het veldrijden, waar hij in zijn jeugd al enkele ereplaatsen had behaald. In december 1987 werd De Bie twintigste in de veldrit in Diegem, deel uitmakend van de Superprestige. 
In 1989 werd De Bie opnieuw profrenner, bij de S.E.F.B.-ploeg. Hij won dat jaar de Mechelse Veldrittrofee en de veldrit van Oostende. Voor de Superprestige werd hij in het seizoen 1989-90 21e en 22e in Gavere, 8e in Zillebeke en 13e in Valkenswaard. In de eindstand van de Superprestige eindigde hij als 26e.

## Privéleven
De oudere broers van Eddy De Bie, Danny en Rudy, waren beide ook actief als wielrenner en veldrijder. Hun zwager, Emiel De Haes, nam in 1979 deel aan de Ronde van Frankrijk en hun oom Auguste Badts was veldrijder. Zoon Sean reed onder meer vier seizoenen in de World Tour bij Lotto en zoon Mike was vooral in de jeugdcategorieën vooraan te vinden.

## Belangrijkste overwinningen
1981
4e etappe Ronde van Namen
1985
1e etappe Ronde van Murcia

## Ploegen
- 1984 –  Dries-Verandalux
- 1985 –  Dormilon (tot 30 april)
- 1989 –  S.E.F.B.-Galli-Vlan-Bulo-Opel (vanaf 25 augustus)
- 1990 –  S.E.F.B.-Saxon-Gan